# Katarina Tonković Marijanski
Katarina Tonković Marijanski (r. Tonković) (Subotica, 1947. – 2001.) je bila bačka hrvatska akademska grafičarka. Dugo je godina bila radila kao kustosica galerije Likovnog susreta u Subotici. 

## Životopis
Rođena je 1947. u Subotici kao Katarina Tonković. 
Bila je učenicom slikarskog pedagoga Stipana Šabića. Studirala je u Zagrebu na Akademiji likovnih umjetnosti, gdje je diplomirala 1976. godine u klasi profesora Ante Kuduza.
Zaposlila se je u galeriji Likovnom susretu gdje je dugo godina radila kao kustosica, a bila je voditeljicom Dokumentacijskog centra umjetničkih kolonija (Jugoslavije) punih dvadeset godina. 
Umjetničkim je kolonijama iznimno pridonijela kao predsjednica Koordinacijskog odbora umjetničkih kolonija Jugoslavije. To je osobito došlo do izražaja u Vojvodini i subotičkom okruženju i samoj Subotici, gdje je pokrenula mnoštvo umjetničkih kolonija.
U kulturi je bila angažirana i na drugim područjima. Bila je članica umjetničkih vijeća udruženja SULUJ i SULUV, brojnih ocjenjivačkih sudova, a organizirala je brojne humanitarne dražbe. Stručno je pomagala mlade umjetnike i studente.
Zbog njena stručnog angažmana i posla, u usporedbi s nekim drugim umjetnicima, nije bila toliko nazočna na izložbama. Stoga je samostalno izlagala tek nekoliko puta:
- u Gradskoj knjižnici u Subotici zajedno s Istvánom Szájkóom,
- 1988. u Osijeku zajedno s Ivanom Jandrićem
- 1989. u Galeriji Franzer u Subotici
- 1994. u Klubu Gerontološkog centra u Subotici.

Skupno je izlagala znatno više puta. Često je to bilo u Subotici, a kad je izlagala s umjetnicima Udruženja likovnih umjetnika Subotice i u drugim gradovima u tuzemstvu te u Mađarskoj. Djela joj se nalaze u selekciji izložbe „Suvremena likovna umjetnost Hrvata iz Vojvodine" koja se je održala 1998. u Klovićevim dvorima u Zagrebu. 2011. joj je organizirana retrospektivna posmrtna izložba u galeriji Likovni susret, a nakon izložbe u tim prostorima, dio je postave premješten u prostore Zavoda za kulturu vojvođanskih Hrvata.
Djela joj se nalaze u zbirkama galerije Likovnog susreta, subotičkog Gradskog muzeja Subotica, raznih umjetničkih kolonija kao što su Nyaradi u Ruskom Krsturu i subotičkoj Bucka Gányó u Subotici, zbirkama Franzer i dr. Vinka Perčića u Zagrebu te inim privatnim zbirkama.

## Umjetnički rad
Grafike je crtala klasičnim grafičkim tehnikama, a crtala je i crteže u tehnici tušem. Crta imaginarne krajobraze i nadrealne likove.